# Cerro Gordo, Taxco de Alarcón
Cerro Gordo är en ort i Mexiko.   Den ligger i kommunen Taxco de Alarcón och delstaten Guerrero, i den sydöstra delen av landet, 110 km söder om huvudstaden Mexico City. Cerro Gordo ligger 1 467 meter över havet och antalet invånare är 201.
Terrängen runt Cerro Gordo är kuperad åt sydost, men åt nordväst är den bergig. Runt Cerro Gordo är det ganska tätbefolkat, med 172 invånare per kvadratkilometer. Närmaste större samhälle är Iguala de la Independencia, 19,7 km söder om Cerro Gordo. I omgivningarna runt Cerro Gordo växer huvudsakligen savannskog.